# St Lawrence Bay
St Lawrence Bay – wieś w Anglii, w hrabstwie Essex. Leży 24 km na wschód od miasta Chelmsford i 70 km na wschód od Londynu.